# Бевервейк
Бевервейк або Бевервайк (вимоваⓘ)  (англ. Beverwijk) — муніципалітет і місто в Нідерландах, у провінції Північна Голландія. Місто розташоване приблизно у 20 км., на північний захід від Амстердама в столичному районі Рандстад, на північ від каналу Північного моря, дуже близько до узбережжя Північного моря. Залізничний тунель і два автомагістральні тунелі перетинають канал між Бевервейком і сусіднім містом Гарлем на південній стороні каналу.
Близько 1640 року в голландській колонії Нові Нідерланди було засновано місто під назвою Бевервік. Сучасна назва цього міста – Олбані, штат Нью-Йорк.

## Населені пункти
Муніципалітет Бевервейк складається з двох ядер, власне Бевервейк і Вейк-ан-Зее, 5 км на захід, прямо на узбережжі.

## Історія
Назва Бевервейк походить від Bedevaartswijk, що означає «місце паломництва». Місто утворилося біля церкви Святої Агати, яка була місцем паломництва в середні віки. Нібито Агата Сицилійська з'явилася там у 9 столітті діві з Фельзена, яка тікала від графа Кеннемерландського.
У 1276 році Бевервейк отримав права на ринок від Флоріса V, а в 1298 році він отримав права міста від Джона I, обох графів Голландії.
У 17 столітті заможні купці з Амстердама побудували свої маєтки, такі як Хьюзе Акерендам, Хейзе Вестерхаут і Хейзе Шайбек у мальовничих дюнах навколо Бевервейка.
У 1944 році, під час Другої світової війни, німці провели обшук від дому до дому в Бевервійку та Велсен-Норді, захопивши в заручники майже 500 осіб, щоб змусити вбивць трьох колабораціоністів здатися. Загалом 63 з них не повернулися.

## Видатні особи

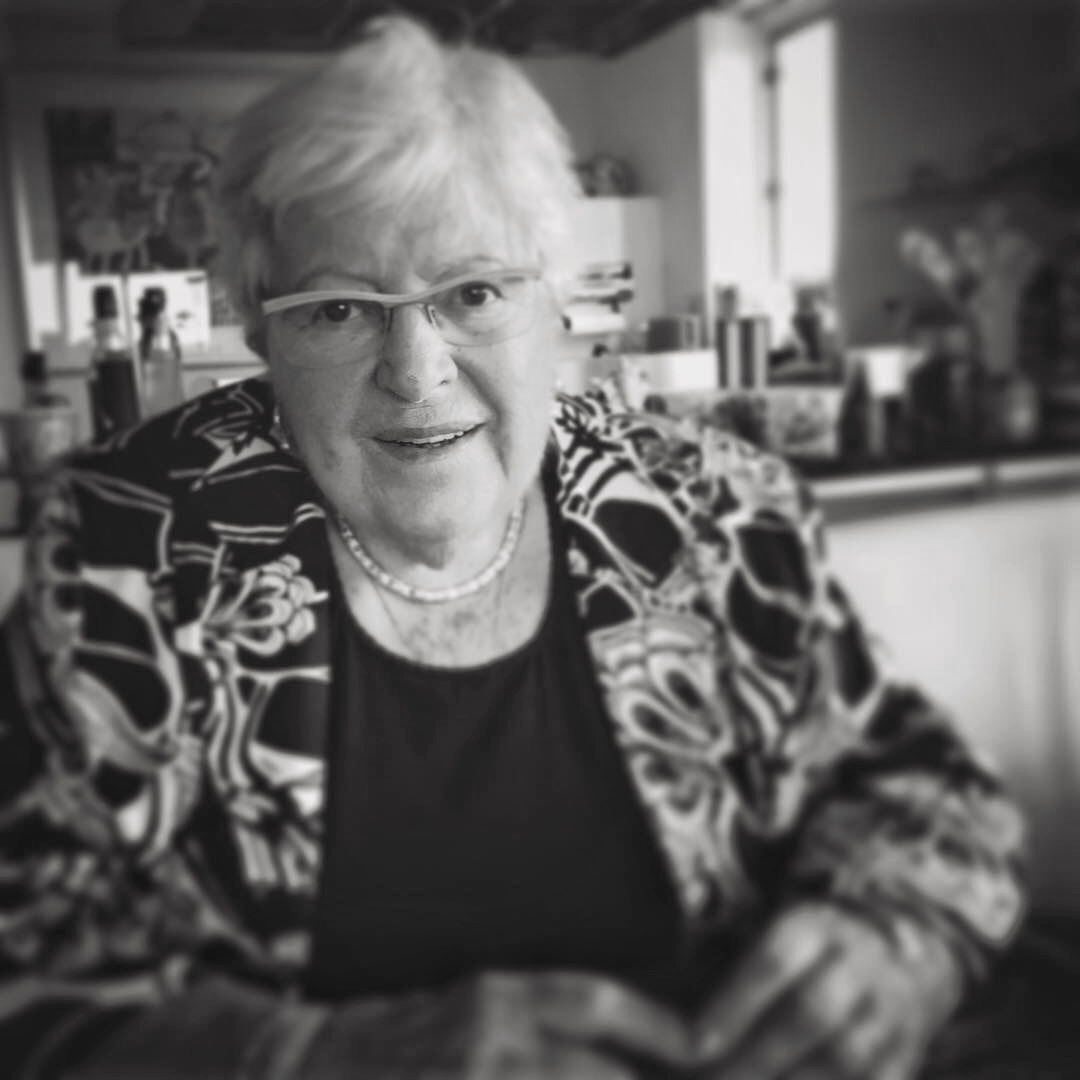
Віл Велдерс-Власблом, 1970

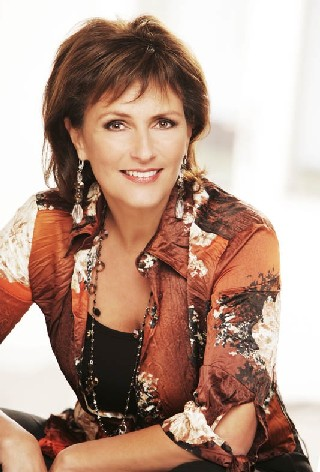
Астрід Йостен, 2010

- Ґерард ван Велсен (помер 1296 р.) — лорд Бевервейка, Нордвейка та Велсена
- Ріхард Ерц (1482–1577) — голландський художник епохи Відродження, який писав історичні алегорії.
- Ян Корнеліс Вермейєн (1500-1559) — нідерландський художник Північного Відродження
- Томас Війк (1616-1677) — голландський художник портових видів і жанрових картин
- Рохус ван Веен (1630–1693) — нідерландський художник золотого віку
- Ісаак Йоганнес Ламоцій (1646–1718) — губернатор Маврикія з 1677 по 1692 роки та іхтіолог
- Віль Велдерс-Власблом (1930-2019) — політик і активіст за права жінок, мер Бевервейка з 1986 по 1995 рік
- Альберт Бур (1935–2002) — автор «Камп Шорл».
- Хенк Таймс (нар. 1944) — нідерландський математик і вчений
- Ян Баас (нар. 1950) — нідерландський політик, олдермен Бевервейка 1990–1996
- Пітер Понтіак (1951–2015) — нідерландський карикатурист, художник коміксів та ілюстратор.
- Пітер де Віт (нар. 1958) — голландський художник коміксів і карикатурист
- Астрід Йостен (нар. 1958) — голландська телеведуча та ведуча [4]
- Ілзе Гейзінга (нар. 1966) — нідерландська джазова співачка
- Віллем де Руй (нар. 1969) — художник змішаної техніки
- Кім-Ліан ван дер Мей (нар. 1980) — музична актриса, ведуча та автор пісень [5]

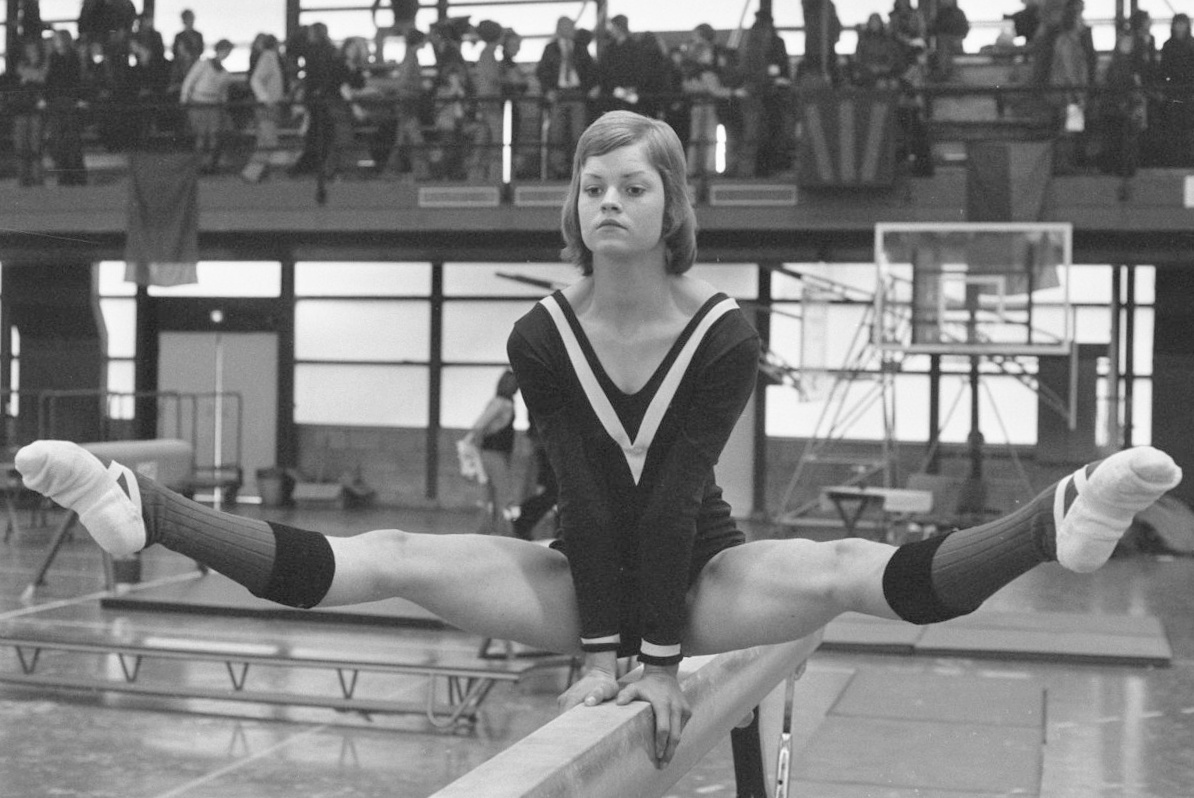
Анс Деккер, 1974

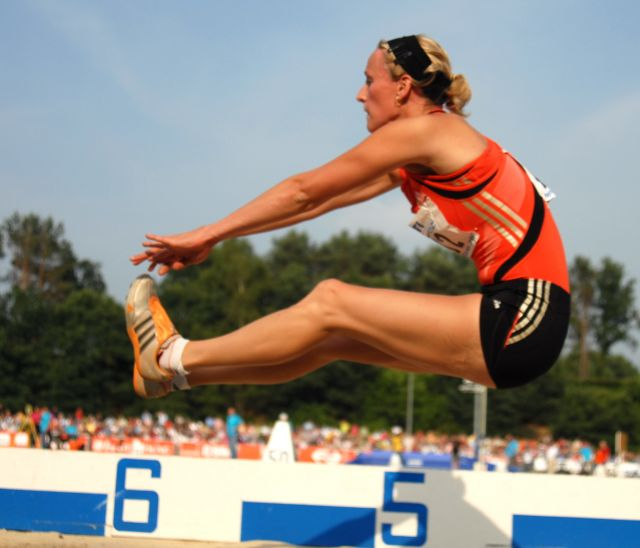
Лорієн Хус, 2007

- Кор Табак (1907–2001) — важкоатлет, учасник літніх Олімпійських ігор 1928 року.
- Аб Гелдерманс (нар. 1935) — колишній професійний шосейний велогонщик і спортивний директор
- Анс Деккер (нар. 1955) — колишній художній гімнаст, брав участь у літніх Олімпійських іграх 1972 та 1976 років.
- Вулі де Бі (нар. 1958) — колишній воротар з водного поло, брав участь у двох літніх Олімпійських іграх
- Мішель Дусбург (нар. 1968) — голландський професійний футболіст у відставці, який провів понад 400 матчів за клуб
- Дорус де Фріс (нар. 1980) — голландський футбольний воротар у відставці, зіграв 431 матч за клуб
- Лорієн Хус (нар. 1983) — нідерландський семиборець і бар’єрист, брав участь у Літніх Олімпійських іграх 2008 року.
- Нікі Терпстра (нар. 1984) — голландська велогонщиця
- Стефан Струве (нар. 1988) — боєць змішаних єдиноборств
- Пол де Ланге (нар. 1981) — голландський футболіст у відставці, який провів майже 400 матчів за клуб
- Артур Нуман (нар. 1969) — голландський футболіст, який закінчив кар’єру, зіграв 436 матчів за клуб.

## Галерея

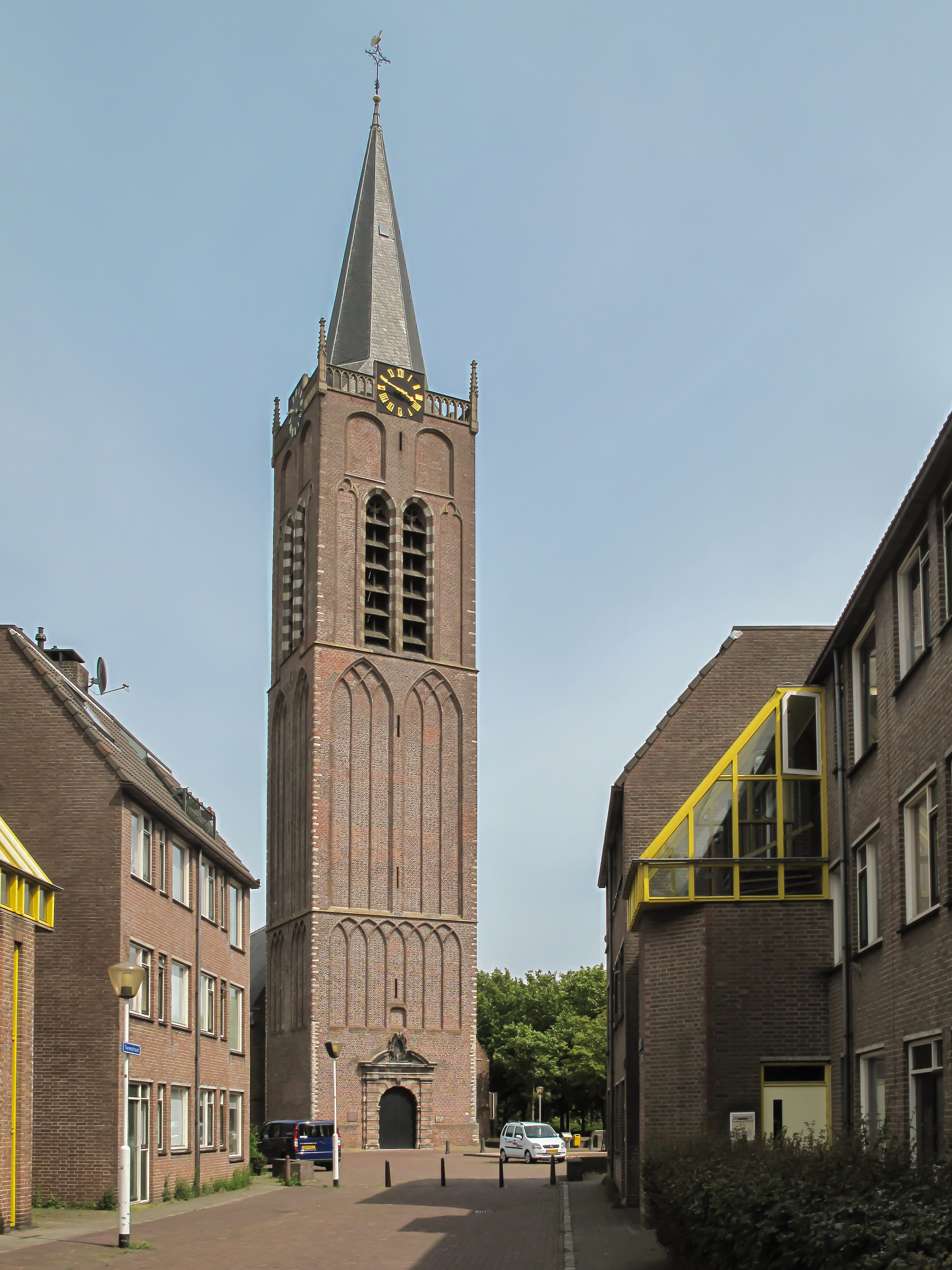
Бевервейк, церква Гроте Керк
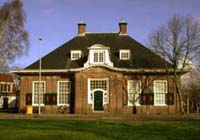
Музей Кеннемерланд
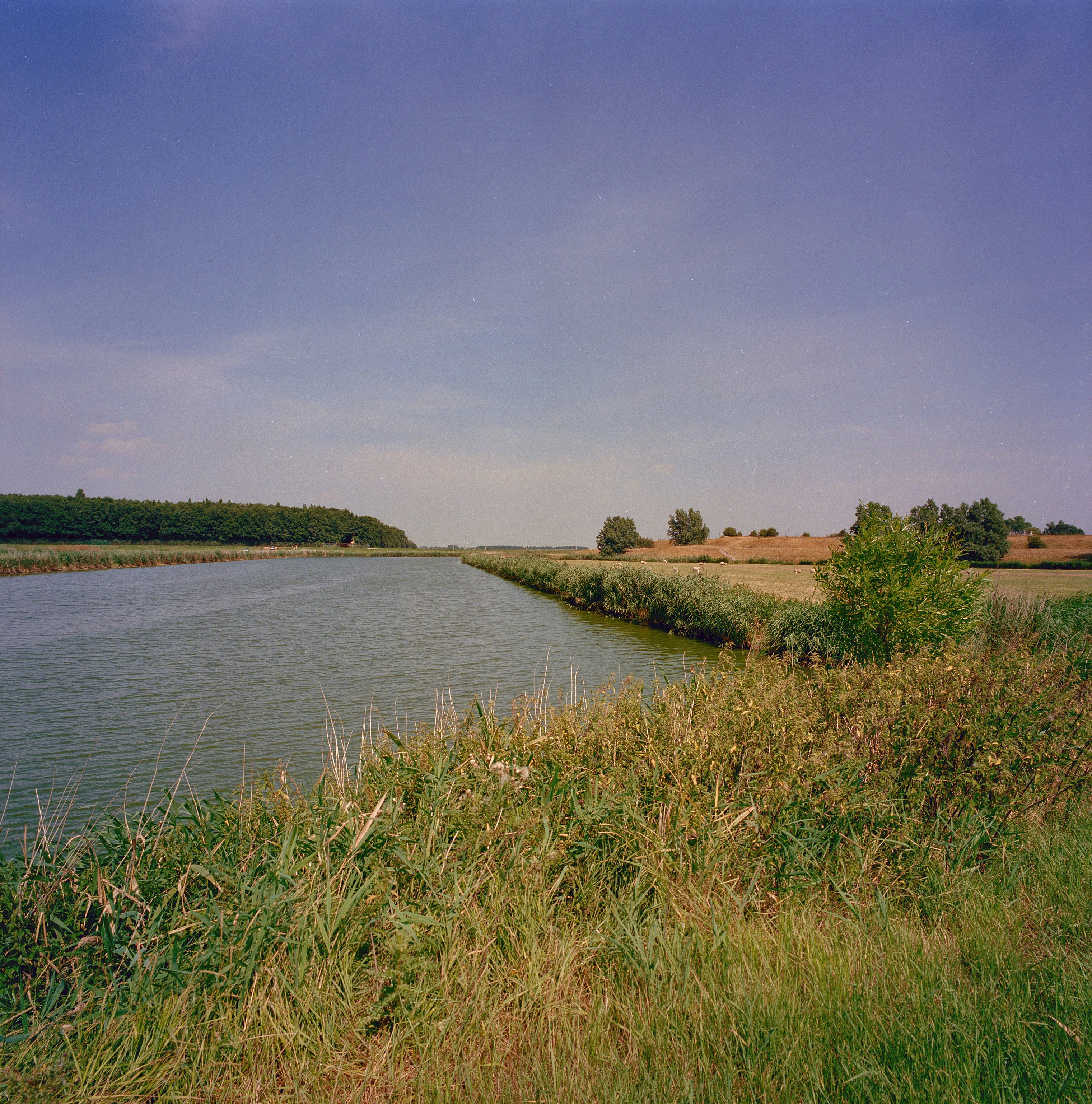
Запливний канал від Пайп до затоплення шлюзу в Сінт-Аагтендейк - Бевервейк
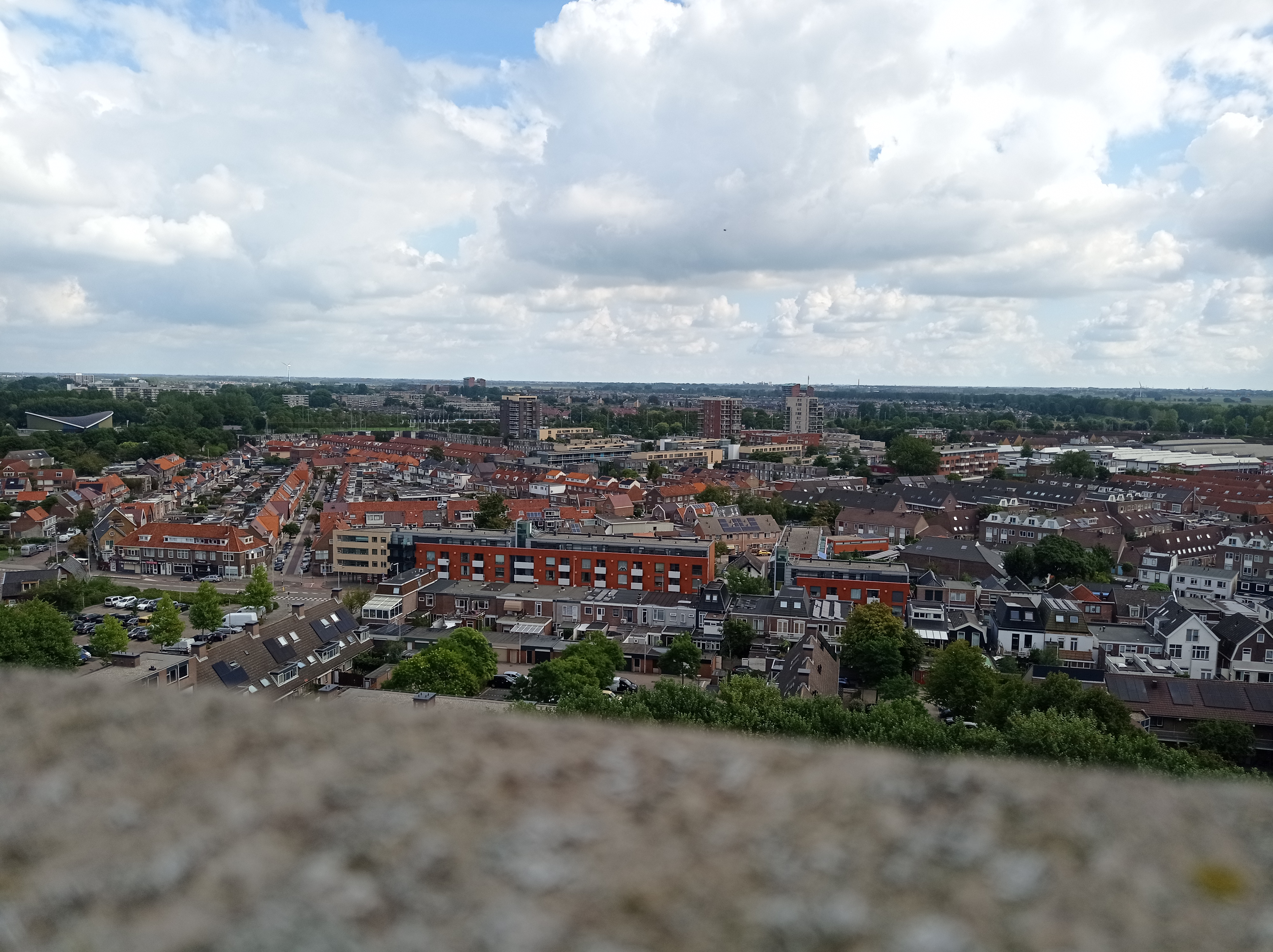
Бевервайк. Вид на місто з Гроте Керк. Вересень 2022 року.